# Corythornis vintsioides

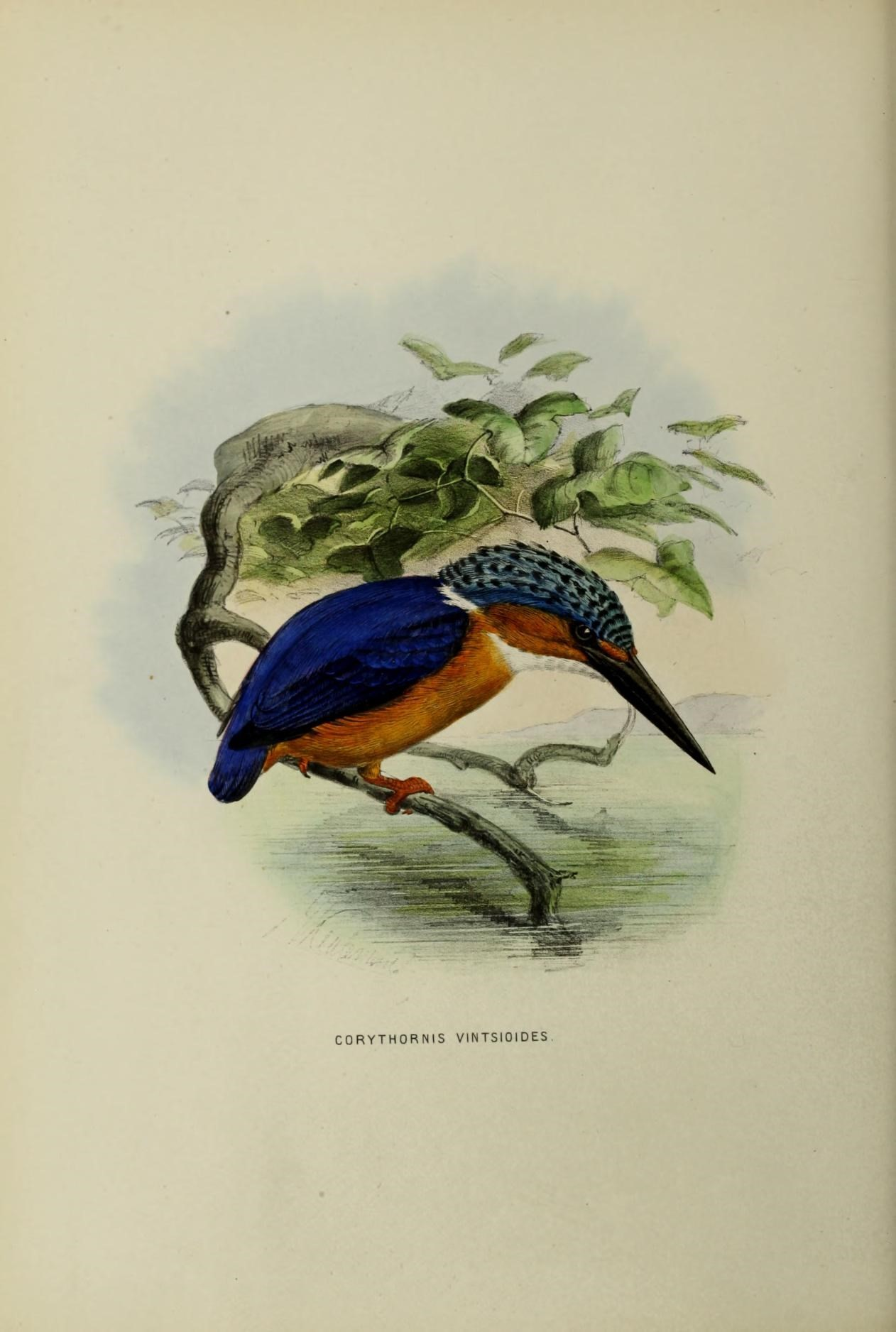
Alcedo vintsioides, 1868

El martín pescador malgache (Corythornis vintsioides) es una especie de ave coraciforme de la familia Alcedinidae endémica de las islas de Madagascar y las Comoras. Está cercanamente emparentado con el martín pescador malaquita (Alcedo cristata) que puebla el continente africano.